# Cathédrale Saint-Dimitri de Sremska Mitrovica
Pour les articles homonymes, voir Cathédrale Saint-Dimitri.
La cathédrale Saint-Dimitri de Sremska Mitrovica (en serbe cyrillique : Римокатоличка црква Светог Димитрија у Сремској Митровици ; en serbe latin : Rimokatolička crkva Svetog Dimitrija u Sremskoj Mitrovici) est une cathédrale catholique située à Sremska Mitrovica, dans la province autonome de Voïvodine et dans le district de Syrmie en Serbie. Elle est inscrite sur la liste des monuments culturels de grande importance de la République de Serbie (identifiant no SK 1327).

## Présentation
L'église a été construite en 1810 dans un style néo-classique.
Elle est constituée d'une nef unique prolongée par une abside demi-circulaire au sud et précédée au nord par un haut clocher de style rocaille ; la sacristie, située le long du mur occidental, a été ajoutée plus tard.
Verticalement, les façades sont rythmées par des pilastres peu profonds surmontés de chapiteaux doriques qui encadrent les fenêtres. Le portail principal est entouré de pilastres qui soutiennent un fronton triangulaire. Les pilastres d'angle du clocher sont décorés de chapiteaux ioniques. Une corniche moulurée fait le tour de l'église.
Les peintures des autels ont été réalisées en 1812 par Arsa Teodorović mais, au début du XXe siècle, elles ont été remplacées par des œuvres de peintres venus du Tyrol ; les peintures de Teodorović ont alors été transférées au musée diocésain de Đakovo, qui était alors le siège du diocèse dont relevait Sremska Mitrovica.
En 1827, à l'est de l'église, a été construit un presbytère, lui aussi classé. Ce bâtiment est doté d'un rez-de-chaussée et d'un étage séparés par un simple cordon mouluré.
Après la création du diocèse de Syrmie en 2008, l'église Saint-Dimitri a été élevée au rang de cathédrale.